# Lepenica (Tešanj, BiH)
Lepenica je naseljeno mjesto u sastavu općine Tešanj, Federacija Bosne i Hercegovine, BiH.

## Stanovništvo
| Lepenica           |                |                |                |
| godina popisa      | 1991.          | 1981.          | 1971.          |
| Muslimani          | 1.360 (98,40%) | 1.462 (98,71%) | 1.176 (98,24%) |
| Hrvati             | 6 (0,43%)      | 5 (0,33%)      | 5 (0,41%)      |
| Srbi               | 3 (0,21%)      | 2 (0,13%)      | 12 (1,00%)     |
| Jugoslaveni        | 3 (0,21%)      | 10 (0,67%)     | 1 (0,08%)      |
| ostali i nepoznato | 10 (0,72%)     | 2 (0,13%)      | 3 (0,25%)      |
| ukupno             | 1.382          | 1.481          | 1.197          |

## Šport
Od 1978. održava se Malonogometni turnir Lepenica, koji je od 1994. Memorijalni malonogometni turnir "Vlatko Marković Mance". Od 2011. održava se Memorijalni noćni malonogometni turnir Zajim Kurtić.